# Lobelia exaltata
Lobelia exaltata är en klockväxtart som beskrevs av Johann Baptist Emanuel Pohl. Lobelia exaltata ingår i släktet lobelior, och familjen klockväxter. Inga underarter finns listade i Catalogue of Life.